# Biserica Mănăstirii din Bonn
Biserica Mănăstirii din Bonn (în germană Bonner Münster) este biserica principală din Bonn, edificiu reprezentativ din secolul al XI-lea. În anul 1812, după secularizarea Mănăstirii „Sf. Cassius”, lăcașul a trecut în folosința Parohiei „Sf. Martin”, aflate în vecinătate.